# Tiro recreativo
Tiro recreativo, "Plinking" em inglês, refere-se ao tiro informal em alvos feito por prazer, tipicamente em alvos fora do padrão, como latas, toras, garrafas de refrigerante, frutas ou qualquer outro alvo caseiro ou natural. Uma pessoa envolvida no exercício de "plinking" é coloquialmente conhecida como "plinkster".
Ao contrário do tiro feito em estandes ou campos de tiro ao alvo estabelecidos, o plinking geralmente é feito em casa, em um terreno abrigado, em campo aberto ou outro terreno privado sem cobrança de taxas. O termo "plinking" usado na língua inglesa é uma onomatopeia do som agudo e metálico (ou "plink") que um projétil faz ao atingir um alvo de metal, como uma lata. O calibre mais comum usado para tiro recreativo ou "plinking" é o .22 Long Rifle, devido à disponibilidade e baixo custo. No Brasil, vem sendo popularizado o termo "tiro lúdico".
Os alvos utilizados são uma das principais razões pelas quais o tiro recreativo ou "plinking" é tão popular entre os entusiastas de armas, especialmente os caçadores. Um alvo tridimensional em um ambiente externo é muito mais parecido com um cenário de caça no mundo real, permitindo ao caçador a oportunidade de praticar. Como qualquer objeto de tamanho razoável, de uma lata de refrigerante ou uma tora de madeira.